# Caryanda flavomaculata
Caryanda flavomaculata är en insektsart som beskrevs av Bolívar, I. 1918. Caryanda flavomaculata ingår i släktet Caryanda och familjen gräshoppor. Inga underarter finns listade i Catalogue of Life.